# Afrob

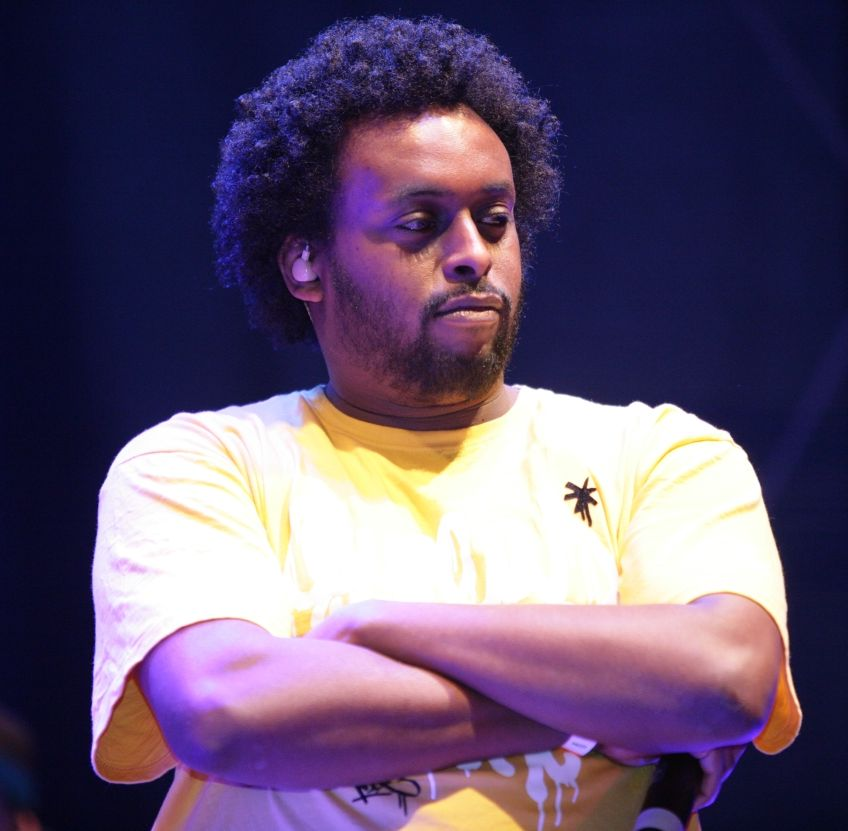
Afrob, 2007

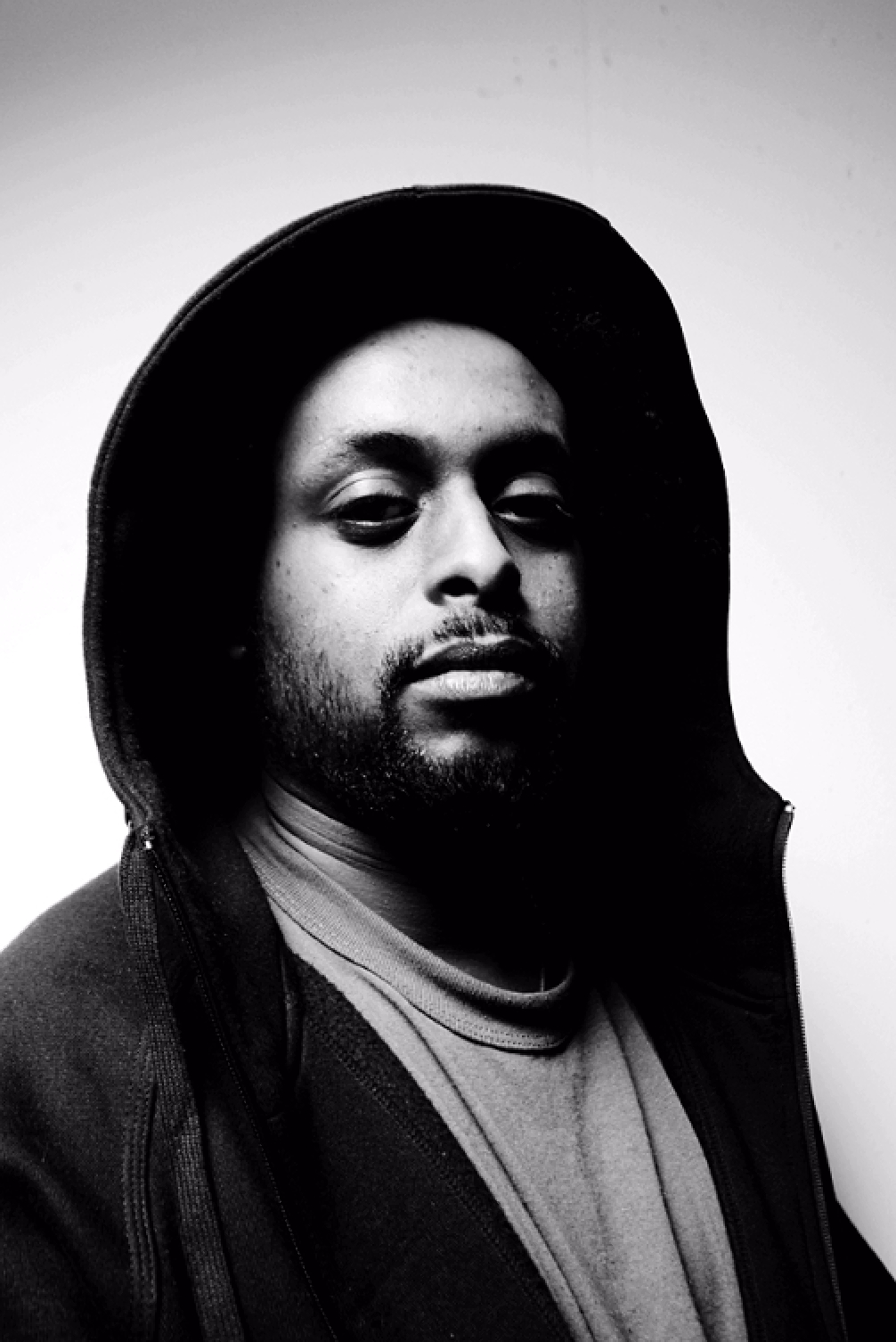
Afrob, 2005

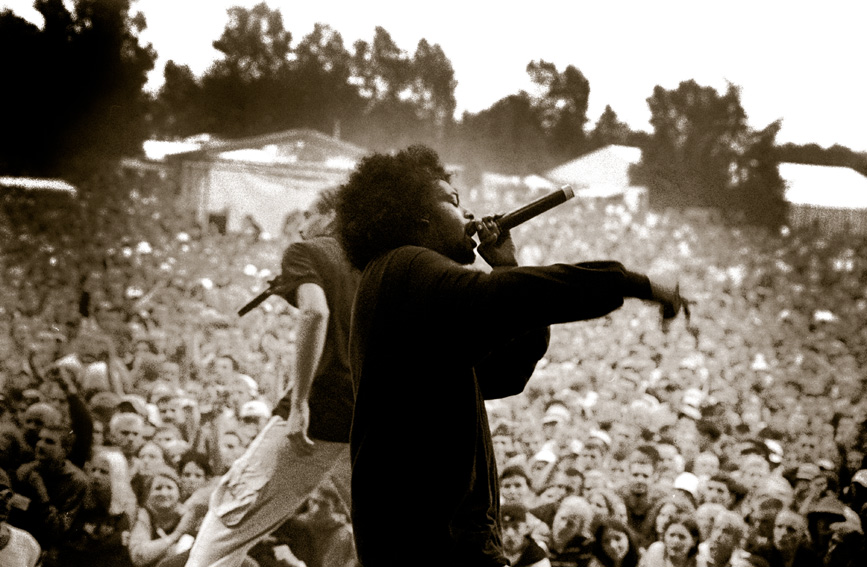
Afrob und Dean beim Splash-Festival, 2000

Afrob (* 1. August 1977 in Bologna; bürgerlich Robert Zemichiel) ist ein deutscher Rapper und Schauspieler.

## Biografie
Robert Zemichiels Eltern stammen aus Eritrea, das damals von Äthiopien annektiert war. Seine Mutter flüchtete 1977 zunächst nach Italien, wo er in Bologna zur Welt kam. Als er drei Monate alt war, zog die Familie weiter nach Deutschland, wo sich sein Vater bereits aufhielt. Aufgewachsen ist er in Braunschweig, Karlsruhe und Stuttgart, wo er seine Karriere als Musiker Afrob begann. 1994 startete seine Rap-Karriere als Featureartist für befreundete Crews, wie die Massiven Töne, Freundeskreis (FK) und die Berliner Spezializtz. Afrob führte seinen musikalischen Werdegang innerhalb der Stuttgarter Posse „Die Kolchose“, „FK Allstars“ (u. a. mit Max Herre, Joy Denalane, Gentleman und Sékou) und bei den „Brothers Keepers“ fort. Eine Freundschaft verbindet ihn zudem mit dem Rapmusiker Samy Deluxe, an dessen Soloalben er sich beteiligte und mit dem er auch das Projekt „ASD“ gründete.
1999 veröffentlichte Afrob sein erstes Soloalbum Rolle mit Hip Hop über das Label Four Music. Das Album erreichte Platz 13 in den deutschen Charts. Dazu erschien die Single Reimemonster mit Ferris MC. Für das Album arbeitete Afrob mit vielen Musikern aus Stuttgart (z. B. Wasi, DJ Friction und Max Herre) zusammen. Im Mai 1999 befand sich Afrob auf Tour mit seinen Labelkollegen von Freundeskreis und im Herbst 1999 tourte er mit den Fantastischen Vier durch die gesamte Republik. Ende 1999 rappte er gemeinsam mit Flavor Flav von Public Enemy und MC Rene den Song 1, 2, 3, … Rhymes Galore auf der Single von DJ Tomekk und Grandmaster Flash, die sich auf Platz 6 der deutschen Charts platzierte.
Zwei Jahre darauf erschien über Four Music sein zweites Album Made in Germany, welches Afrob bis heute als sein bestes Album bezeichnet. Made in Germany besitzt deutlich mehr politische Inhalte als Rolle mit Hip Hop. Auch diesmal arbeitete der Rapper mit namhaften Künstlern wie Ferris MC, Joy Denalane und Gentleman zusammen.
Im Frühjahr 2003 veröffentlichten er und Samy Deluxe ihr gemeinsames Album Wer hätte das gedacht?, welches bis heute Afrobs erfolgreichstes Album darstellt. Es erreichte Platz 5 in den Charts und wurde diesmal auch von amerikanischen Produzenten (z. B. Waajeed und J Dilla) produziert.
Aufbauend auf den Erfolg von ASD kündigte Afrob für das Jahr 2005 sein drittes Soloalbum an. Der Langspieler namens Hammer wurde am 28. Februar 2005 bei Four Music veröffentlicht und wurde von zahlreichen namhaften amerikanischen Produzenten wie Needlz, Waajeed und B. R. Gunna produziert. Trotzdem konnte Afrob nicht an seine früheren Erfolge anknüpfen und zog sich aus diesem Grund erst einmal zurück, um 2006 an dem Soloalbum Eine wie keine der Rapperin Lisi mitzuarbeiten.
Im folgenden Jahr, 2007, hatte Afrob einen schauspielerischen Auftritt in der Komödie Leroy. Außerdem wirkte er im Gangsterfilm Kopf oder Zahl mit.
2008 produzierte er zusammen mit der Rapperin Brixx den neuen Titelsong für die RTL-Serie Alarm für Cobra 11 – Die Autobahnpolizei und verließ das Label Four Music, um sein eigenes Label mit dem Namen „G-Lette Music“ zu gründen. Noch im selben Jahr begann Afrob seine Arbeiten an dem neuen Album Der Letzte seiner Art, welches schließlich am 4. September 2009 erschienen ist.
Nach einer etwas längeren Schaffenspause war Afrob auf dem sehr erfolgreichen Song von Sido 30-11-80 erstmals wieder zu hören. Das fünfte Soloalbum Push erschien am 30. Mai 2014.
Am 3. Juli 2015 veröffentlichte Afrob mit Samy Deluxe nach zwölf Jahren das zweite ASD-Album mit dem Titel Blockbasta. Es folgte am 23. September 2016 sein sechstes Studioalbum Mutterschiff. Im Jahr 2017 veröffentlichte Afrob sein erstes Akustik-Livealbum, Beats, Rhymes & Mr. Scardanelli. Zu diversen Songs des Albums hat Urban Tree Media im Red Bull Music Studio in Berlin Livesession Videos und eine Minidoku produziert.
Im Jahr 2019 veröffentlichte Afrob sein siebtes Soloalbum Abschied von Gestern. Afrob spricht darin über seine HipHop-Karriere und die Leute von der HipHop-Community, die er kennenlernte und die ihn inspirierten. Im Lied Flüchtling4Life spricht Afrob auch über Ausländerfeindlichkeiten und die Rassismen, die er in Deutschland erfuhr.
Afrob ist heute aktiv auf sozialen Medien wie Facebook, Instagram und Twitter.
Am 21. April 2020 machte Afrob eine Online-Showcase mit DJ Derezon für United We Stream zur Unterstützung der Hamburger Clubszene, die zu dieser Zeit auf Grund der COVID-19-Pandemie behördlich stillgelegt war.
Afrob ist langjähriger Fan des VfB Stuttgart.
Am 16. Juni 2023 erschien sein achtes Soloalbum, es heißt König ohne Land.

## Diskografie
Studioalben

| Jahr | Titel                 | Höchstplatzierung, Gesamtwochen, AuszeichnungChartplatzierungen (Jahr, Titel, Platzierungen, Wochen, Auszeichnungen, Anmerkungen) | Höchstplatzierung, Gesamtwochen, AuszeichnungChartplatzierungen (Jahr, Titel, Platzierungen, Wochen, Auszeichnungen, Anmerkungen) | Höchstplatzierung, Gesamtwochen, AuszeichnungChartplatzierungen (Jahr, Titel, Platzierungen, Wochen, Auszeichnungen, Anmerkungen) | Anmerkungen                              |
| Jahr | Titel                 | DE | AT | CH | Anmerkungen                              |
| ---- | --------------------- | --- | --- | --- | ---------------------------------------- |
| 1999 | Rolle mit Hip Hop     | DE13 (25 Wo.)DE | — | — | Erstveröffentlichung: 29. März 1999      |
| 2001 | Made in Germany       | DE24 (6 Wo.)DE | AT48 (5 Wo.)AT | CH68 (5 Wo.)CH | Erstveröffentlichung: 25. Juni 2001      |
| 2005 | Hammer                | DE38 (3 Wo.)DE | — | CH54 (2 Wo.)CH | Erstveröffentlichung: 28. Februar 2005   |
| 2009 | Der Letzte seiner Art | DE70 (1 Wo.)DE | — | — | Erstveröffentlichung: 4. September 2009  |
| 2014 | Push                  | DE20 (2 Wo.)DE | AT46 (1 Wo.)AT | CH26 (1 Wo.)CH | Erstveröffentlichung: 30. Mai 2014       |
| 2016 | Mutterschiff          | DE14 (1 Wo.)DE | AT51 (1 Wo.)AT | CH32 (1 Wo.)CH | Erstveröffentlichung: 23. September 2016 |
| 2019 | Abschied von gestern  | DE43 (1 Wo.)DE | — | CH72 (1 Wo.)CH | Erstveröffentlichung: 22. November 2019  |
| 2023 | König ohne Land       | DE58 (1 Wo.)DE | — | — | Erstveröffentlichung: 16. Juni 2023      |

## Filmografie
- 2007: Leroy
- 2009: Kopf oder Zahl

## Buch
- Wo ist der Lick?: Rede an die Musik. Literaturbüro Ostwestfalen-Lippe, 2021, ISBN 978-3-946156-18-5.